# 고려엉겅퀴
고려엉겅퀴는 국화과의 여러해살이 식물이다.

## 특징
고려엉겅퀴는 높이가 최대 100~120cm의 여러해살이 식물이다. 꽃이 피면 뿌리 잎과 줄기가 시들게 된다. 주로 산과 들에서 서식한다. 뿌리가 곧으며 가지가 사방으로 퍼진다. 잎은 계란모양 또는 피침형이며, 아래쪽 잎은 잎자루가 길고 위쪽 잎은 잎자루가 짧다.
7월부터 10월까지 보라색 꽃이 핀다.

## 식용

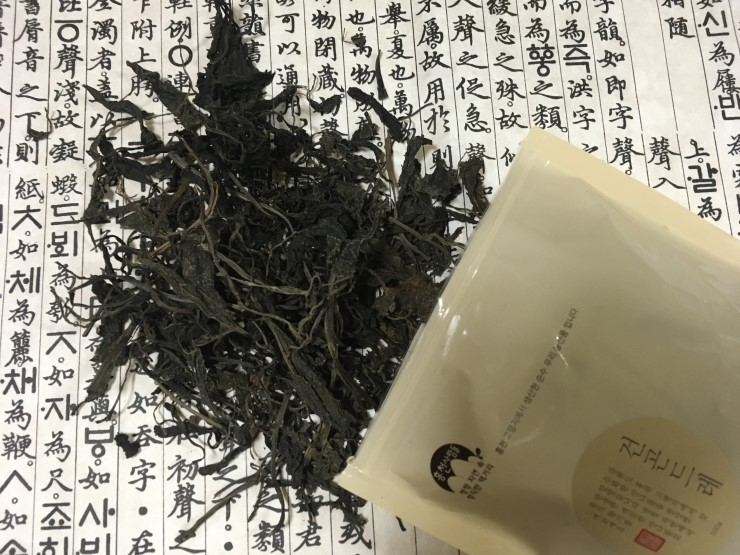
마른 반찬
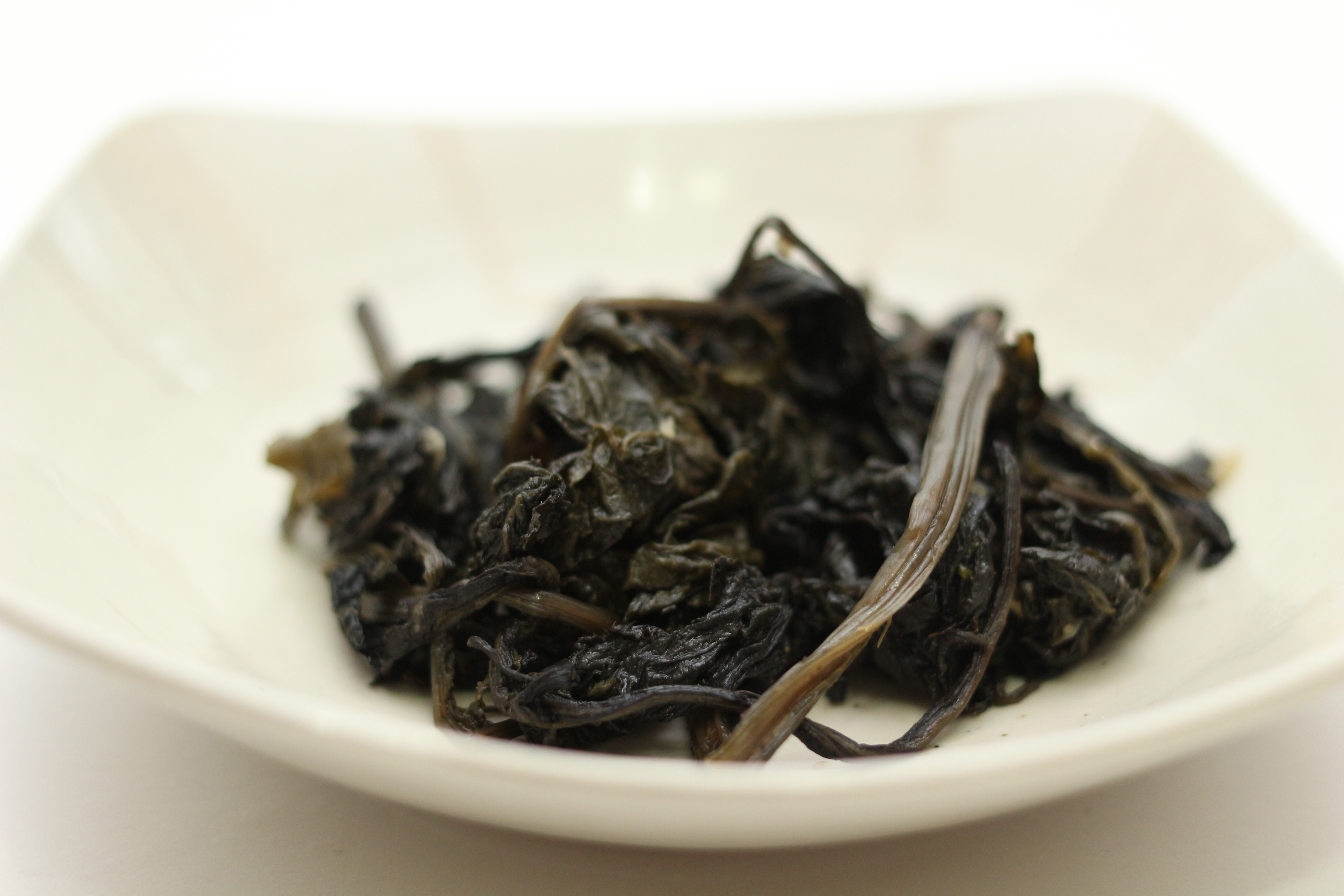
나물
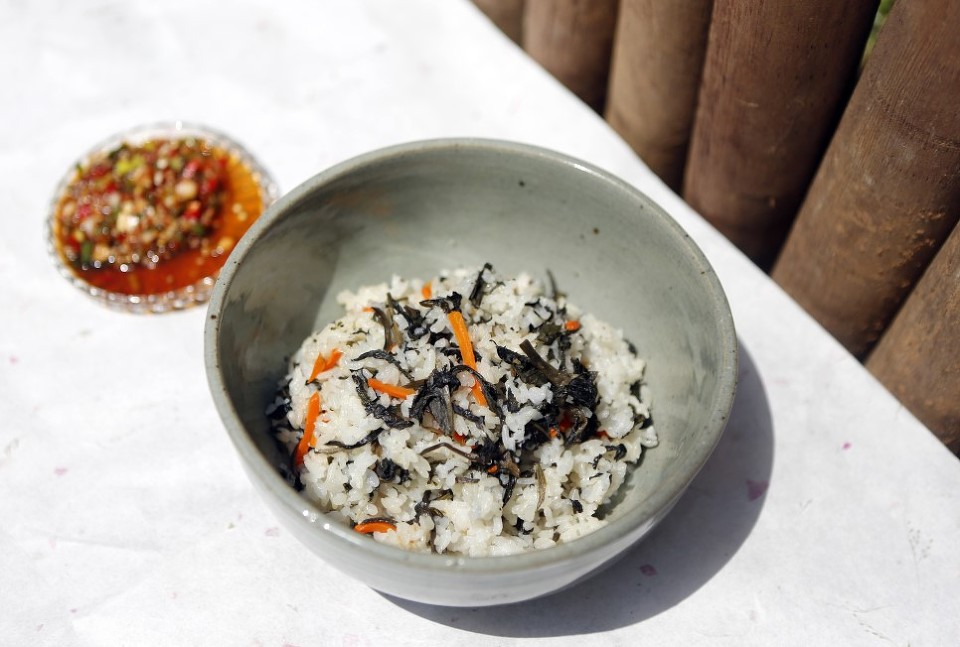
나물밥